# Leptomastidea
Leptomastidea is een geslacht van vliesvleugeligen uit de familie Encyrtidae. De wetenschappelijke naam van dit geslacht is voor het eerst geldig gepubliceerd in 1916 door Mercet.

## Soorten
Het geslacht Leptomastidea omvat de volgende soorten:
- Leptomastidea abnormis (Girault, 1915)
- Leptomastidea acanthococci Myartseva, 1980
- Leptomastidea alleni Noyes & Hayat, 1994
- Leptomastidea antillicola Dozier, 1937
- Leptomastidea ascia Prinsloo, 2001
- Leptomastidea bereketi Myartseva, 1980
- Leptomastidea bifasciata (Mayr, 1876)
- Leptomastidea debachi Trjapitzin & Ruíz, 2001
- Leptomastidea herbicola Trjapitzin, 1965
- Leptomastidea jeanneli Mercet, 1924
- Leptomastidea lamto Prinsloo, 2001
- Leptomastidea ljubodragi Trjapitzin, 2009
- Leptomastidea longicauda Xu, 2000
- Leptomastidea matritensis Mercet, 1916
- Leptomastidea minyas Noyes & Hayat, 1994
- Leptomastidea pondo Prinsloo, 2001
- Leptomastidea rubra Tachikawa, 1956
- Leptomastidea shafeei Hayat & Subba Rao, 1981
- Leptomastidea spinipes Noyes & Hayat, 1994
- Leptomastidea tecta Prinsloo, 2001
- Leptomastidea turba Prinsloo, 2001
- Leptomastidea usta Prinsloo, 2001